# Broussonetia greveana
Broussonetia greveana là một loài thực vật có hoa trong họ Moraceae. Loài này được (Baill.) C.C.Berg mô tả khoa học đầu tiên năm 1977.